# 1150年代
1150年代（せんひゃくごじゅうねんだい）は、西暦（ユリウス暦）1150年から1159年までの10年間を指す十年紀。

## できごと

### 1154年
- アンジュー伯アンリがイングランド王ヘンリー2世となりプランタジネット朝を開く（アンジュー帝国）。

### 1155年
- スウェーデン王エリク9世、フィンランド遠征。北方十字軍始まる。
- 近衛天皇が没し、第77代後白河天皇が即位。

### 1156年
- 保元の乱。

### 1158年
- 後白河天皇が譲位し、第78代二条天皇が即位。

### 1159年
- 平治の乱。